# Julius Rumpf
Julius Rumpf (* 17. Juli 1874 in Frankfurt am Main; † 23. Februar 1948) war ein deutscher evangelischer Pfarrer, der im NS-Staat kirchlichen Widerstand leistete.

## Leben
Rumpf wuchs in einer demokratischen, liberalen und tolerant gesinnten Familie auf (Vater Ernst Rumpf, Senatspräsident in Frankfurt). Am 3. März 1902 wurde er ordiniert, arbeitete in verschiedenen hessischen Gemeinden und wurde 1921 Pfarrer in der Wiesbadener Marktkirche. Nach der Ernennung Adolf Hitlers zum Reichskanzler bekannte sich Rumpf zu einer Gruppe evangelischer Kirchenmänner, die sich gegen die Gleichschaltung der evangelischen Kirche in Deutschland zur Wehr setzen wollte. Er schloss sich darum im Herbst 1933 dem Pfarrernotbund an, dessen Geschäftsführer er ab April 1934 in Nassau war.
1936 übernahm er den Vorsitz des Landesbruderrates, er war damit Leiter der Bekennenden Kirche Hessen-Nassau, es folgte von der von den Deutschen Christen beherrschten Amtskirche die Dienstenthebung mit Gehaltssperre und ab 1. August 1939 die zwangsweise Versetzung in den Ruhestand. Die Gestapo wies ihn aus Hessen aus. Nachdem er zunächst in Aschaffenburg, dann in Marburg „unwillkommen“ war, wohnte er ab 1941 in Heidelberg.
Auch dort wurde ihm 1943 verboten, Vertretungsgottesdienste zu halten. Nach dem Krieg stellte er sich, soweit seine Kräfte reichten, für den Aufbau der Evangelischen Kirche zur Verfügung.
1946/47 trat er wegen seiner Herzkrankheit von allen Ämtern zurück.
Er war seit 1904 mit Emmy (geborene Passavant) verheiratet.
Das Ehepaar hatte fünf Söhne, wovon 1941 der 2. Sohn in einer Einrichtung für geistig Behinderte „umkam“, der 3. Sohn fiel im gleichen Jahr in Russland.
Zur Erinnerung an Julius Rumpf wird seit 2000 von der Martin-Niemöller-Stiftung der von Ingrid und Günther Rumpf gestiftete „Julius-Rumpf-Preis“ verliehen, 2010 mit 10.000 Euro dotiert. Bis 2008 wurde der Preis mit 10.000 DM, dann 7.500 € jährlich verliehen, seitdem alle zwei Jahre.

## Preisträger und deren Laudatoren
- 2016 Arbeitskreis Flüchtlingshilfe in Wetzlar
- 2014 Internationale Initiative Hochfeld in Duisburg, Laudatio von Jens Geier, MdEP
- 2012 Jugendprojekt Mittendrin in Neuruppin, Laudation von Anetta Kahane von der Amadeu Antonio Stiftung
- 2010 Aktion Ferien vom Krieg des Komitees für Grundrechte und Demokratie in Köln (seit 1995 20.000 Kinder vom Balkan und nahem Osten eingeladen, sowie seit 2000 1.200 junge Palästinenser und Israelis), Laudatio von Andreas Zumach
- 2008 Initiative Medizinische Flüchtlingssolidarität in Hannover, von Laudatio Prof. Dr. Dr. h. c. Margot Käßmann
- 2007 Frauenrecht ist Menschenrecht (FIM) in Frankfurt am Main
- 2006 Initiative AMAL – Hilfe für Betroffene rechter Gewalt in Görlitz, Laudatio von Achim Exner
- 2005 Aktion Zivilcourage in Pirna, Laudatio von Sebastian Krumbiegel
- 2004 Behandlungszentrum für Folteropfer in Ulm, Laudatio von Rupert Neudeck
- 2003 Miteinander, Netzwerk für Demokratie und Weltoffenheit in Sachsen-Anhalt, Laudatio von Reinhard Höppner
- 2002 Netzwerk Sachsen gegen Rechtsextremismus, Gewalt und Fremdenfeindlichkeit, Laudatio von Rita Süssmuth
- 2001 Flüchtlingsrat Brandenburg, Laudatio von Wolfgang Thierse
- 2000 Ev. Kirchengemeinde Joachimsthal mit ihrem Jugendmusikprojekt BAFF ("Bands auf festen Füßen"), Laudatio von Renan Demirkan